# ByeAlex
ByeAlex (n. 6 iunie 1984, Kisvárda, Szabolcs-Szatmár-Bereg, Ungaria) este un cântăreț din Ungaria, care a reprezentat această țară la Concursul Muzical Eurovision 2013. Cântecul interpretat de el, Kedvesem, s-a clasat în finală pe locul al zecelea.